# 切内
切内（義大利語：Cene），是意大利贝加莫省的一个市镇。总面积8.6平方公里，人口4256人，人口密度490人/平方公里（2017年）。国家统计（ISTAT）代码为016070。